# 루청구

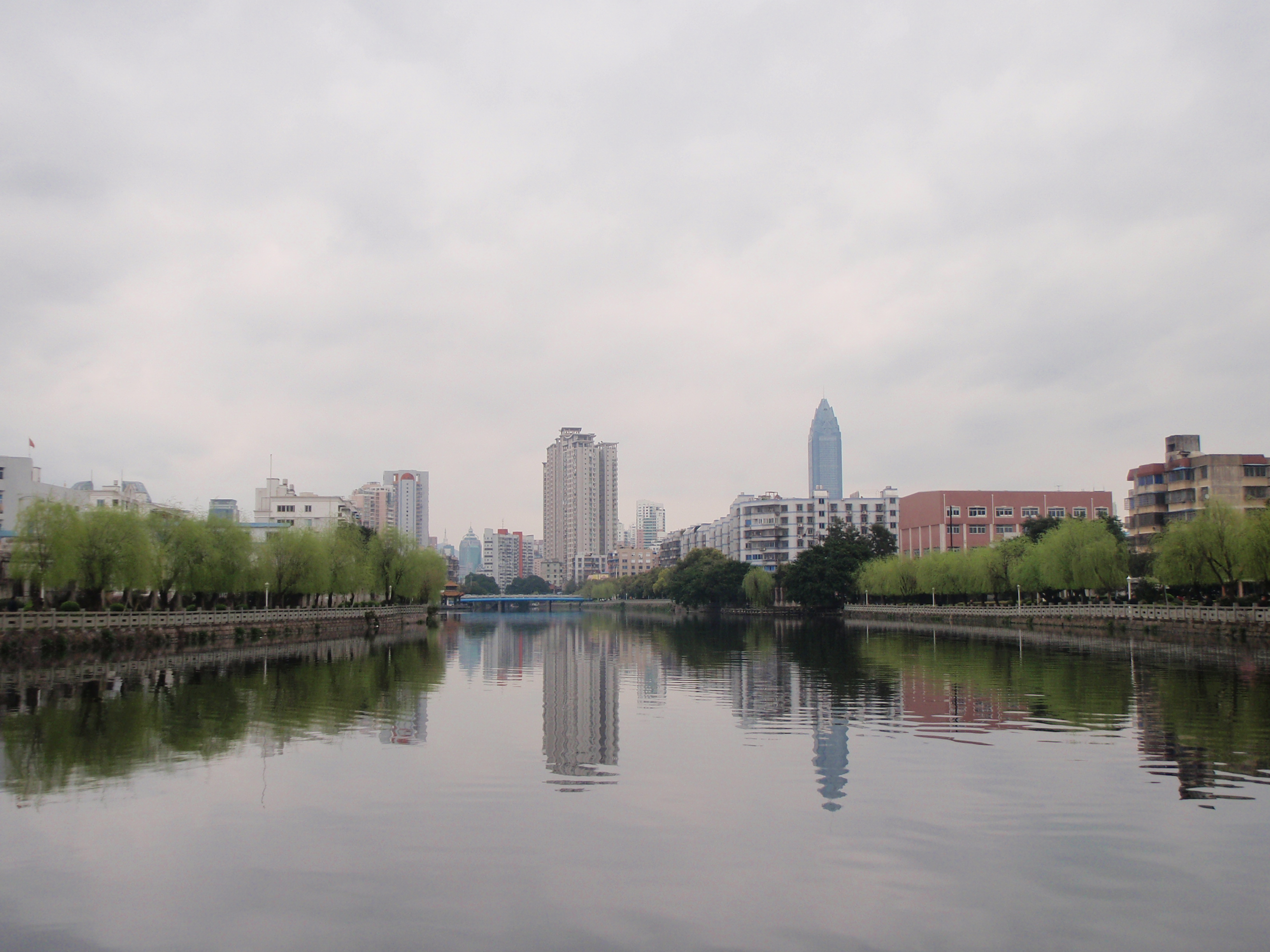

루청구(한국어: 녹성구, 중국어: 鹿城区, 병음: Lùchéng Qū)는 중화인민공화국 저장성 원저우시의 현급 행정구역이다. 넓이는 294km2이고, 인구는 2007년 기준으로 690,000명이다.

## 행정 구역
12개 가도, 4개 진, 5개 향을 관할한다.
- 가도: 五馬街道, 蓮池街道, 水心街道, 南門街道, 江濱街道, 蒲鞋市街道, 洪殿街道, 廣化街道, 南浦街道, 黎明街道, 綉山街道, 黃龍街道.
- 진: 雙嶼鎮, 七都鎮, 藤橋鎮, 臨江鎮.
- 향: 仰義鄉, 南郊鄉, 雙潮鄉, 上戍鄉, 嶴底鄉.